# Neuenhaus
Neuenhaus – miasto w Niemczech, w kraju związkowym Dolna Saksonia, w powiecie Grafschaft Bentheim, siedziba gminy zbiorowej Neuenhaus.
Neuenhaus leży nad rzekami Vechte i Dinkel, na granicy Niemiec i Holandii. Miejscowość znajduje się ok. 10 km na północny zachód od miasta Nordhorn i 30 km na północ od holenderskiego Enschede.

## Miasta partnerskie
- Boussy-Saint-Antoine
- Zelów
- Gyermely